# 我與彼岸少女的煉愛交替
《我与彼岸少女的炼爱交替》是台湾作家D51與畫家KAWORU的一本奇幻与冒险题材的轻小说，该书由尖端出版社以浮文字系列發售，共6集，敘述一個泳訓退訓生召喚出一隻黏人水鬼的日常故事。
故事裡有一些民俗、台灣的傳統鬼魂、天使與惡魔等元素。

## 故事簡介
泳訓生穆里海為了救一隻流浪狗，跟義成高中的30個惡霸打架，不小心打到泳訓委員會高層的兒子，學校為了負責，不得不把穆里海退訓。
穆里海因此被冠上不良少年的稱號而失意後，原本想跳河自殺(自己被救時表示是想要游泳)，卻意外碰到自稱是惡魔召喚協會的雷卡爾，又不小心召喚出一隻會黏人的水鬼-言祈御，又成功召喚出一個惡魔女僕-巴拉卡，一個人鬼與惡魔的日常正式展開...

## 角色介紹

### 主角
穆里海/魔人·穆里海
本作男主角，泳訓退訓生。
因為打架打傷泳訓委員會高層的兒子，而遭到學校退訓。
從小住海邊，可以看的到靈魂，小時候被靈魂惡整過，但因為誤食不該吃的蘋果(薩麥爾的魔核)，意外獲得可以揍一些不明的東西(例如惡魔等)
很會吐槽，也會用手刀制裁。
洗澡時意外召喚出言祈御，並警告不得再害人，要抓交替就抓他，但都失敗。
在第二集被塔奧芬妮攻擊，差點死亡，被烏列爾用天使的祝福救活，後來都在他的體內。
第五集時遭到崔斯坦斷頭，卻發現自己已是惡魔(魔王等級)，頭接回繼續存活。
在第六集與烏列爾交戰時因為烏列爾敵我不分而受傷，後來把天使的祝福還給烏列爾，讓烏列爾回復了天使的身份。
最後解救了整個世界，也稱霸了全國中等學校運動會游泳男子組，並獲得金牌。
雖然是大魔王，但是非常不喜歡惡魔拜他，說自己不是SeaFood。
言祈御
本作第一女主角，水鬼，70年前被日本投降的軍人殺害。
被穆里海意外召喚出來，在被召喚之前，不斷的找交替投胎，但都心軟而放回。
其實是個膽小鬼(也被穆里海說是餓死鬼)，召喚後，被穆里海要求不得再去找交替，要抓就抓他，但都失敗。
常常做出一些讓穆里海吐槽與手刀制裁的事情。
兩人其實『有見過面』。
在第一集結束前，進入了新的身體。
第五集前骨灰罈依然下落不明，但第六集終於找到骨灰罈。
在第二集末為了擋塔奧芬妮而消耗大量的靈氣，逐漸失去靈魂的樣子，第三集被穆里海救回。
因為不小心說溜嘴，說出穆里海將與樂靈約會，與其他女鬼(除了虎姑婆)組成星光樂園去死去死團嚇人，結果被工作人員嚇到靈魂出竅，還反而把工作人員嚇壞了。
第五集可以知道唱歌很難聽。
第六集大戰時協助傷兵。
在第六集與烏列爾交戰時因為烏列爾敵我不分而差點變成怨靈。
在大戰後回家洗澡時再次上演了一次見面時的情況後與穆里海發生關係，原本要去投胎，結果因為少子化造成排隊要等30年，又看到陰間的等待電視中，穆里海與其他人很開心的畫面，決定不投胎了，在溫泉旅行時再次利用抓交替方法回到穆里海身邊，還把衝入男湯服務穆里海的惡魔們與樂靈嚇壞了。（但也因為放棄投胎，在端午節特別篇中會對雄黃過敏）
最後也一起就讀天明高中，也稱霸了全國中等學校運動會游泳女子組，並獲得金牌。
胸部很大，被巴拉卡說是魔王級。
新的身體很有彈性，敢吃辣。
哈利路亞稱為「女鬼姊姊」。
巴拉卡
惡魔、女僕，等級:上級→魔神(第五集)
穆里海為了測試召喚卻意外召喚出來的惡魔，有羊角，決鬥後決定臣服於穆里海
為了避免麻煩，平常用人類女僕來出現，做家事與煮飯一流。
雖然是個惡魔，但卻有一些錯誤觀念，也喜歡亂開黃腔，甚至到性騷擾，常常被穆里海吐槽與手刀制裁。
對穆里海的第一次很堅決要第一個！（跟其他惡魔比）
常常嫉妒穆里海與其他女生一起，如果被發現，就會以吃辣的方式來報復，而那次吃辣的結果造成四個人陣亡。
第一集從穆里海那裡學到了擦背的技術，很久以後，擦背還在魔界流行。
在第六集與烏列爾交戰時因為烏列爾敵我不分而遭到殺害，大戰結束後復活，穆里海給他一個公主抱還當場昏倒。
最後在卡珊德拉於旭陽市的甜點店當外援主廚，依然是穆里海的女僕。
哈艮地
所羅門七十二柱魔神中的惡魔(等級:魔神)，是一頭龍，喜歡吃拉麵，原本快要變成薇絲妲的惡魔，被穆里海搶走。
雖然屬於穆里海，但是穆里海選擇給她自由之身，讓她到處去吃拉麵。
第四集與穆里海一起參加惡魔召喚大會。
雖然不像巴拉卡一樣，那麼會開黃腔，但是也會性騷擾，希望可以跟穆里海生龍蛋！
變成人類時是一名OL。
在第六集與烏列爾交戰時因為烏列爾敵我不分而被麻痺，無法動彈。
最後與莉薇爾持續踏上未完的全國拉麵之旅。
狄妮特絲
原本是哈艮地的槍，因為穆里海用比力氣取得勝利取得的。有些聒噪，但是十分厲害。
不喜歡用自己來挖土，但也會變成其他東西，也能用魔力來看書。
講出來的話卻很像一名癡女。
哈利路亞、烏列爾
本作第二女主角兼重點人物，10歲(封印時)，記憶因為跟彼列打賭，被米迦勒發現而憤而封印，封印時表現為一般的10歲小女孩，但解除封印時如果摸頭或給她吃甜食等行為會害羞甚至到傲嬌的程度。
雷卡爾撿回來的小女孩，取名為哈利路亞的原因是因為撿回來時不斷的念哈利路亞，因為淨化雷卡爾的色情書刊而被關在閣樓，卻不知道她是熾天使。
與彼列有一份千年賭約(彼列認為惡魔與人類無法相處，烏列爾認為可以)。
第二集時，因為穆里海被塔奧芬妮攻擊，差點死亡，後來給了自己的天使的祝福而救活，記憶也暫時解除封印，但是留下『彼列將再度來臨』後記憶再度被封印，並要求穆里海保守她是天使的秘密。
第四集時，因為彼列的出現，記憶再度被解除封印，但是避免身分曝光，所以變身成哈利路亞，但是因為害羞而恨死十歲的自己。
第五集時，因為為了救塔奧芬妮而解除變身，而暴露了自己的真實身分。
第六集因為賭約打賭失敗變成墮天使(變成墮天使的前一晚還挑逗穆里海，差點初嘗禁果)，變成本故事的最終反派，失控後先是大搞破壞(破壞了所羅門王殿)，殺害不少的破魔之劍的人與惡魔，在最終決戰中連自己人都攻擊甚至是想要到殺人的地步(原因卻是想把穆里海與他的魔力佔為己有，被穆里海形容為吃不到糖而耍彆扭的小鬼，這件事後來在中學篇時還被巴拉卡調侃)，還差點讓米迦勒一起變成墮天使，後來在言祈御發現放在穆里海身上的天使的祝福，使穆里海決定把天使的祝福還給了烏列爾，並親吻了她，回復了天使身分，但是還『暫時』無法回到天堂(因為有留下變成墮天使時的行為紀錄，必須等上頭息怒後才有可能回天堂)，記憶不再被封印。
最後進入天明國中就讀(不過在上學前得先被天使的象徵隱藏)，對穆里海有好感，視他為哥哥兼監護人，親密動作一切視為理所當然，不再害羞(但是親密行為還是很小心，以免米迦勒吃醋而再度清洗世界)。
在作者的『情人節短篇』中，被樂靈與言祈御說是唯一裸體沒有被穆里海看過的人(然而在第六集已經看過裸體了)。
在後續番外篇中，與小麗、加爾夏為學校的好朋友。

### 惡魔召喚協會第五支會
雷卡爾
惡魔召喚協會第五支會的會長，有些弱，但也是他教會穆里海召喚術，但也常常被穆里海吐槽與手刀制裁,但在年輕風趣幽默，對協會的成員視如己出，但從來不接殺人的工作，夢想是人類和惡魔可以和平共存，曾經召喚過上級惡魔安蒙(朋友)，後來因向第二支會會長借錢，代價是參與第二支會攻擊破魔之劍在巴黎的據點的行動，安蒙戰死，從此就召喚不出上級惡魔了。
沒事的時候常常為老人送飯或是去孤兒院照顧孤兒，被穆里海稱為中二病與變態蘿莉控。
最後不再是廢人模樣，成為一個有用的會長。
哈利路亞稱為「變態蘿莉控」。
珊迪
第一集登場，魔女，調研魔藥很厲害，每次穆里海的受傷的解藥就是從她弄出來的。
白天兼職賽車女郎。
曾被穆里海看到胸部，常常吐槽雷卡爾。
常常有一堆慾望（通常是調研魔藥）。
最後被潔西卡推薦成為好萊塢的電影明星。
哈利路亞稱為「輸給慾望的女人」。
李達原
前宵暗派成員，曾召喚出牛頭馬面，並在惡魔召喚大賽中召喚出椅子姑(但未進入複賽)，因為怕雷卡爾叫他還錢而擔任私家偵探，開立徵信社。
有偷拍的興趣，在惡魔招喚大會中偷拍到不少鏡頭，但有言祈御的鏡頭經過穆里海與言祈御的請求後，同意拿掉並刪除。
最後怕穆里海與彼列對戰會受到波及，決定逃離。
『伯爵』
是一隻養在第五支會的黑貓，擁有吸血鬼的牙齒與可以投影與錄影的眼睛。
常常欺負已經被穆里海封印成白貓的彼列。
摩洛斯
魔界商人，是一隻鳥。
第一集登場，常常穿梭魔界與真實世界做買賣(水蜜桃罐頭與色情書刊為熱賣品)。
被穆里海形容為『奸商』。
在第六集末擔任溫泉旅行的司機。

### 惡魔召喚協會其他分會
血咒●奧斯朋
惡魔召喚協會第七支會其中一員，綁架了超自然研究社的社員，想召喚更厲害的惡魔，但最後不敵穆里海，召喚出哈艮地，使用了生命來作為代價，最後遭到吞噬。
薇絲妲
魔女，與珊迪同一期，想利用哈艮地來統治世界，第二集時不敵穆里海，變成烏鴉逃走。
第四集再度登場，後來戰敗。
蔣三元
李達源的前學徒，背叛李達源並偷走《御神祕錄》，召喚出羅煞天來吃了不服從自己的人，最後在惡魔召喚大會中不敵穆里海遭到羅煞天吞噬而死，書也遭到銷毀。
魔劍●達斯布雷克
中二病加妹控，擁有魔劍闇刃之牙(牙牙)和煌灰之劍(煌煌)，兩者皆稱號他為哥哥，後來因為協助拯救世界被表揚，曾經救了穆里海的父親被提及(但回答過於中二讓穆里海吐槽)。
拉芙
惡魔召喚協會第二支會會長，曾被雷卡爾借過錢，今生最大的野心就是想要把雷卡爾做成木乃伊，被雷卡爾吐槽是戀屍癖婆娘。
端午節短篇短暫登場，但因自己帶了三具殭屍而遭到驅離。
萬聖節番外篇再度登場，而這次是參加表演。

### 熾天使
米迦勒
大天使長，本故事反派之一，後和解。也是封印烏列爾的天使，第五集登場，強迫烏列爾選擇永遠封印還是要毀了整個世界。
是個妹控，視烏列爾為妹妹(到百合的程度)，十分的純潔，聽到男女情事會害羞。
因為烏列爾跟彼列打賭被發現而憤而封印烏列爾的記憶，並放到人間(後來這件事遭到尤菲爾調侃)。
最後烏列爾恢復天使身份後，與穆里海和解並停戰，並希望穆里海繼續照顧烏列爾，也常常下來觀察烏列爾的狀況，後來因為巴拉卡與哈艮地為了爭穆里海把牆打破一個洞而被穆里海看光裸體。
喜歡逛夜市，說是為了觀察烏列爾，但其實幾乎都是為了夜市而來的，但如果烏列爾吐槽就會倒在地上說她反抗姊姊(被烏列爾吐槽說之前就反抗過了)，公然宣戰搶烏列爾也會被烏列爾罵是笨蛋。
忌妒穆里海可以照顧烏列爾(其實是妹控關係)。
認識穆里海後變成了一個笨蛋，常常跑下人間，跟哈艮地是對手關係。
尤菲爾
座天使，米迦勒的助理。
常常吐槽米迦勒的行為，也被米迦勒視為妹妹(但不及烏列爾)。
常常要米迦勒工作，被米迦勒說是惡魔。
加百列
熾天使，只在中元節番外篇中登場，跟隨米迦勒下來打棒球。

### 惡魔
變成人類的三個惡魔
跑到海邊來亂，想要叫巴拉卡她們來陪酒，但是招惹錯對象，連忙道歉與賠錢了事。
彼列
魔王，自稱惡魔紳士，本故事反派之一。
與烏列爾有一份千年賭約(彼列認為惡魔與人類無法相處，烏列爾認為可以)。
為了贏得賭局，變成貓咪接近徐薄香，以她參加惡魔召喚大會，但嫌徐薄香太溫柔，後期拋棄並奪走徐薄香的靈魂，最後靈魂被搶回來，打算瓦解穆里海，並讓烏列爾變成墮天使。
被穆里海等人說是『輸不起』。
雖然最後賭贏烏列爾使她變成墮天使，不過為了懲罰彼列，穆里海用狄妮特絲注射一千年的封印，把祂封印成了一隻白貓，因為眾人威脅，嚇得不敢抵抗，還被協會裡養的『伯爵』欺負(因為常常搶『伯爵』的飼料)。
在端午節番外篇短暫登場，但後來再度搶『伯爵』的飼料而被欺負。
也有在萬聖節番外篇短暫登場，吐槽烏列爾的夢想而反遭烏列爾命令『伯爵』揍祂。
亞斯塔錄
是一名墮天使，第四集登場，由彼列控制的少女K(徐薄香)召喚出來參加第二階段的選美比賽。
第六集與穆里海打了一架後成為穆里海的惡魔，有角色扮演的癖好，但幾乎都是SM。
最後成為惡魔召喚協會第五支會的秘書。
莉薇爾
與哈艮地一樣也是一頭龍，是哈艮地的下屬，第六集登場，一開始不太信任穆里海，後來打贏彼列後認同了他的實力。
最後和哈艮地持續踏上未完的全國拉麵之旅。
但自己在番外篇的工作老是生火使得自己很不高興，但看到哈艮地開心也只好忍痛吞進肚子裡。
卡珊德拉
被穆里海從破魔者救下的惡魔，有個孩子(小亞諾)。
丈夫在完成任務後被破魔之劍殺害。
最後於旭陽市開甜點店，而兒子(小亞諾)去上幼稚園。
兒子小亞諾在新年番外篇中叫穆里海爸爸，差點引發穆里海母親誤會。
別西卜
蒼蠅王，是一名墮天使，第六集大戰前被穆里海召喚出來協助，給穆里海一些攻擊建議。
薩麥爾
據說是最初的撒旦，穆里海吃的那顆不明的蘋果有他的魂核。
第五集登場，並把力量給了穆里海。
羅煞天
蔣三元召喚出來的惡魔，吃了人可以長出肉，最後吃掉蔣三元後遭到穆里海以狄妮特絲消滅。
克蘇魯
薩利雅德的監護人，對闖入者的會施以睡眠，害怕言祈御的歌聲。
薩利雅德
惡魔，但實體是女孩，能用布偶控制魔力與接觸。
有人類恐懼症，不能接觸人類，但不怕穆里海與言祈御。
曾幫徐薄香搶回放在彼列身上的靈魂。
後來經過魔兔族的藥減輕人類恐懼症的痛苦，也開始努力克服。
潔西卡
好萊塢巨星，惡魔招喚大會的主持人。
因為彼列破壞會場而被珊迪等人救了一命，後來兌現承諾，推薦珊迪成為好萊塢的電影明星。
萬聖節番外篇再度登場，為萬聖節遊行的主持人。

### 破魔之箭
樂靈
第一集後半登場，破魔之劍的人，穆里海學校的大姊頭兼學姊。
不像其他破魔之劍的人一樣打打殺殺，也常常到惡魔召喚協會找穆里海。
太子爺所庇佑的人。
對穆里海有好感，第三集末與穆里海在星光樂園約會。
在第六集與烏列爾交戰時因為烏列爾敵我不分而失去右手，後來穆里海幫她接回(烏列爾也為此道歉)。
最後成功畢業，成為大學生，不再當不良少女，然而雖然擺脫不良少女，但因為之前當過破魔之劍，使得自己在大學沒話題也沒朋友，只好常到惡魔召喚協會找穆里海吃飯聊天。
被烏列爾說是八嘎囧，但被樂靈糾正。
與塔奧芬妮是對手。
塔奧芬妮
第二集登場，前破魔之劍-殉教者之庭的人。
收到指令要剷除惡魔召喚協會與穆里海。
卻不小心被穆里海看光裸體(後來給穆里海制裁)與奪去初吻(人工呼吸)。
轉入穆里海的學校，為了親近穆里海，以達到剷除目的。
雖然成功傷害穆里海，但穆里海未死再加上發現自己的同伴遭到殺害後而計畫失敗，經穆里海建議下，決定重新衡量一切，最後害羞的露胸道歉，並說是巴拉卡說的，被吐槽一頓(之後穆里海跑去送巴拉卡一記手刀)。
第三集中因為任務失敗被留在旭陽市，失去一切而淪為乞丐，經穆里海與李斯特幫助下，在便利商店打工。
第五集因為背叛破魔之劍遭到崔斯坦殺害，後來穆里海聽了彼列的建議下，請烏列爾協助而復活。
復活後變成穆裏海的『騎士』，對穆裏海有好感，到後面越來越開放被樂靈吐槽越來越色。
第六集大戰時協助傷兵。
最後回到學校繼續與穆里海當同學，後來加入歐波的動漫社，因為騎士的裝扮在FF同人展與CWT出名，與烏列爾是室友，但與樂靈是對手。
不喜歡被叫『騎士王』，也不允許有人叫她『吾王』，因為她曾宣示服侍穆里海，但反而被叫『黑騎士』、『黑傻』，讓她氣得哇哇大叫。
崔斯坦
第二集登場，破魔之劍-殉教者之庭的領導人。
第五集與穆里海對決一度認為勝利，但最後被穆里海打敗。
因為濫用天使的祝福而失去了一切並發瘋，後來喊出了大天使米迦勒後被穆里海的詛咒而死。

### 同學
李斯特
穆里海的死黨，是個萬人迷。
原本當穆里海是在開玩笑，直到看到巴拉卡與言祈御後相信他所說的一切，也協助穆里海不少忙。
在後續番外篇中有登場。
徐薄香
穆里海暗戀的對象，對神祕的事情很有興趣，一度誤會他是不良少年。
曾經因為踏入廢棄工廠探險被奧斯朋抓住，被穆里海解救，但也遭到家人禁足。
對穆里海生旁老是有女僕(巴拉卡)與女鬼(言祈御)感到不解，後來在幽靈女子會中發現可以看到靈魂。
後來也常常到惡魔召喚協會閱讀一些超自然相關書籍。
第四集以少女K參加惡魔召喚大賽，被魔王彼列利用。
第五集遭魔王彼列奪走了靈魂，以威脅穆里海，後來薩利雅德幫忙搶回靈魂，決定退出比賽，並不再閱讀超自然相關書籍，並答應穆里海會幫他解決學校問題。
回到學校後晚上依然被禁足，差點遭到座天使殺害，後來在大戰中協助傷兵。
在後續番外篇中有登場。
歐波
『世紀末動漫研究社』的社長，喜歡動漫。
父親是知名便利商店老闆，特別同意塔奧芬妮在他們家的便利商店打工。
不喜歡李斯特，因為他是個現充和萬人迷，但是如果以動漫相關威脅，也只好接受。
曾教導穆里海如何捏人形。
因為發現米迦勒在圖書館，不小心被米迦勒誤會是變態，幸好沒有發生任何事。
對穆里海身旁出現的惡魔與天使很有興趣，在後續番外篇中有登場。
有點好色，常被塔奧芬妮制裁。
東山
從柔道社出身，學校的不良少年，由樂靈→穆里海(但他不接受)所領導。
聽到穆里海打倒西區不良少年後，希望他可以收他們為兄弟，但是穆里海拒絕。
看起來會威脅同學，其實是個好人。
雖然樂靈不再當大姊頭，但還是叫樂靈大姊頭。
在後續番外篇中有登場。

### 靈體/星光樂園去死去死團/幽靈女子會
林投姐
詳見林投姐，非常照顧言祈御，對一起參加幽靈女子會穆里海很有興趣，聽到劈腿會失控，因為聽到穆里海將與樂靈約會，與言祈御和其他女鬼組成星光樂園去死去死團嚇人，嚇壞星光樂園的遊客、工作人員，但被穆里海識破吐槽。
陳守娘
詳見陳守娘，非常照顧言祈御，對一起參加幽靈女子會穆里海很有興趣，聽到劈腿會失控，因為聽到穆里海將與樂靈約會，與言祈御和其他女鬼組成星光樂園去死去死團嚇人，嚇壞星光樂園的遊客與工作人員而變成了都市傳說。
虎姑婆
詳見虎姑婆，非常照顧言祈御，對一起參加幽靈女子會穆里海很有興趣，是聽到劈腿卻唯一正常的(因為她不是被愛情欺騙而死)，沒有參加星光樂園去死去死團。
紅衣
詳見紅衣小女孩，原本是在一個廢棄房子休息，因為穆里海用狄妮特絲試射，房子被破壞，邀請穆里海與言祈御一起參加幽靈女子會，因為聽到穆里海將與樂靈約會，與言祈御和其他女鬼組成星光樂園去死去死團嚇人，結果與言祈御一起坐上雲霄飛車而吐血(不是吐嘔吐物)。
言祈堂
言祈御的哥哥，第三集在記憶中登場，在第二次世界大戰中被盟軍炸死，第六集以靈體兼陰間文官再度出現。
告訴言祈御因為抓交替失敗的好心再加上大戰中協助傷者，上天願意給她投胎的機會。

### 在烏列爾中學番外篇登場
小麗
惡魔，不過家裡是魔犬族，常常在學校遭到霸凌。
與烏列爾是朋友，後來經穆里海的和解，不再被霸凌。
後來與加爾夏、烏列爾成為朋友，三人常常出去玩。
加爾夏
學校裡的不良少女，常常欺負小麗。
因為自己的父親是上級惡魔，常常仗著這個來欺負看不順眼的同學。
最後經穆里海的和解，不再霸凌同學，對穆里海有好感。
後來與小麗、烏列爾成為朋友，三人常常出去玩。
塔里克
加爾夏的父親，上級惡魔。
看起來很了不起，但其實是欺善怕惡，看到哈艮地等人嚇到昏倒。
最後認錯道歉，不再仗著自己是上級惡魔來作怪。

### 其他網路版番外篇中登場
馬克
太空人，原本要執行任務但因為碰到穆里海前去解決異神奧札奇導致太空船故障，對旭陽市很嚮往，後來被穆里海接到惡魔召喚協會參加中秋節烤肉。
華利弗
魔兔族，兔女郎，也是魔兔族的守護神，長期住在月球上，以偷人界的東西維生，後來被穆里海接到旭陽市生活。
因為魔兔族有搗藥的能力，猜測有可能就是傳說中的月兔搗藥，而華利弗有可能就是嫦娥(但本人不知道)。
穆安
穆里海的父親，新年篇登場，對兒子變成惡魔很有興趣，是國際NGO主管，妻管嚴。
穆里海的母親
名字不詳，新年篇登場，對兒子變成惡魔很有興趣，是某個國際企業的外派人員。
對兒子身旁的女孩也很有興趣，稍微考驗了一下她們，但自己表示還不想這麼早當阿嬤。

## 出版書籍
小說共6集。
輕小說
| 集數   | 尖端出版       | 尖端出版               | 封面人物 | 首刷贈送                                                     |
| 集數   | 發售日期       | ISBN                   | 封面人物 | 首刷贈送                                                     |
| ------ | -------------- | ---------------------- | -------- | ------------------------------------------------------------ |
| 1      | 2017年3月15日  | ISBN 978-957-10-7274-6 | 言祈御   | 贈送月曆卡(博客來限定)、『阿飄退散』祈福封印符紙書籤(言祈御) |
| 2      | 2017年5月11日  | ISBN 978-957-10-7371-2 | 巴拉卡   | 贈送『惡魔束縳』封印魔法陣後磅杯墊(巴拉卡)                   |
| 3      | 2017年7月13日  | ISBN 978-957-10-7554-9 | 樂靈     | 贈送『三太子沒加持』桃木劍後磅書籤(樂靈)                     |
| 4      | 2017年9月21日  | ISBN 978-957-10-7649-2 | 哈艮地   | 贈送賽車女郎主題『老司機』開車平安符(巴拉卡、言祈御)         |
| 5      | 2017年12月14日 | ISBN 978-957-10-7819-9 | 烏列爾   | 無贈送                                                       |
| 6(End) | 2018年5月17日  | ISBN 978-957-10-7859-5 | 言祈御   | 贈送『烏列爾中學篇』番外小冊                                 |

## 網路短篇/番外篇
因作者表示故事完結後寫得很有興趣表示將繼續寫番外，部分故事依節慶發布。